# Cyclopharynx fwae
Espèce
Statut de conservation UICN

 LC  : Préoccupation mineure
Cyclopharynx fwae  est une espèce de poissons de la famille des Cichlidés endémique de la rivière Fwa en République démocratique du Congo.
Callopharynx microdon Poll, 1948 en est synonyme.